# Brujería (banda)
Brujería es una banda estadounidense de metal extremo de origen mexicano,  formada en Los Ángeles, California en 1989.
Es una banda formada por miembros de otras bandas destacadas como Dino Cazares (de Fear Factory y actualmente también en Divine Heresy y Asesino), Billy Gould (de Faith No More), Raymond Herrera (ex Fear Factory, actualmente en Arkaea), Shane Embury (de Napalm Death) y Jello Biafra (ex Dead Kennedys). La formación del grupo ha cambiado mucho desde su origen; los miembros fijos actuales son Juan Brujo, Fantasma (Pat Hoed), Hongo (Shane Embury de Napalm Death), El Podrido (Adrian Erlandsson de At The Gates y ex Cradle of Filth) y Anton Reisenegger (Pentagram y Criminal).

## Historia y formación

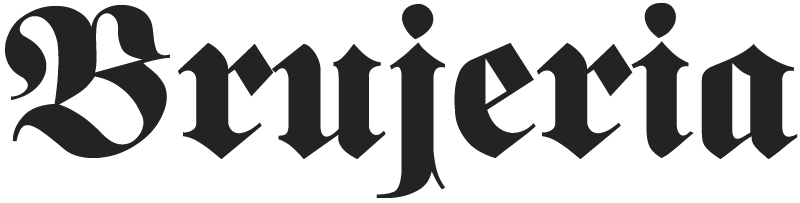
Logo de la banda.

### Formación y primeros lanzamientos
Brujería se formó en una fiesta a manera de broma en 1989, época en la cual existía gran discriminación hacia los metaleros hispanoamericanos en los conciertos de la escena del heavy metal. Además, la mayoría de los grupos extremos de la zona cantaban en inglés, por lo cual sus fundadores decidieron crear una banda de grindcore y death metal que representara a la comunidad hispana, con letras explícitas y en español. Sus integrantes, el guitarrista Asesino (Dino Cazares), el Director Diabólico "Jr Hozicon" (Jello Biafra), el batería Fantasma (Pat Hoed), el bajista Güero sin Fe (Billy Gould) y el vocalista Juan Brujo (John Lepe), utilizaron seudónimos ya que la mayoría de ellos eran miembros de otros conocidos grupos de metal. 
La banda fue criticada desde sus inicios a causa de sus letras sobre narcotráfico, sexo y satanismo. El concepto principal de la banda fue inspirado por la historia que horrorizó a México y al mundo el 11 de abril de 1989 en el Rancho Santa Elena, en Matamoros, donde narcotraficantes realizaban ritos relacionados con la religión Palo Mayombe para que su actividad ilícita pasara inadvertida por las autoridades, con sacrificios humanos en ritos y misas negras.
El mismo año editaron su primer sencillo, "Demoníaco", y dos años más tarde otro titulado "Machetazos". Ambos se caracterizan por tener un sonido más crudo, y de este último cabe mencionar que su portada resulta visualmente ofensiva y favoreció a aumentar la controversia. Con "Machetazos" surge el primer cambio en la agrupación con la salida de Jr Hozicon (Jello Biafra) y la integración de Pinche Peach con la tercera voz y Greñudo (Raymond Herrera) en la batería, ya que Fantasma (Pat Hoed) pasa a operar como segundo vocalista. Machetazos y el posterior sencillo El Patrón fueron producidos y distribuidos a través del sello discográfico Alternative Tentacles de Jello Biafra.

### Matando Güeros y controversia
Fue polémica la portada de su primer disco de larga duración -ya con Roadrunner Records-, Matando Güeros (1993), en la que se podía ver una cabeza separada de un cuerpo y a medio quemar, también una mano sosteniéndola por el cabello. Posteriormente, la imagen de esta cabeza se convertiría en un emblema de la banda, transfigurándola en su mascota conocida como Coco Loco (idea similar al Eddie de Iron Maiden). Gracias a este disco y a los rumores que generó, Brujería se hizo más popular. En este álbum se integra El Hongo (Shane Embury) al bajo para formar la alineación definitiva de la banda hasta el 2000.
Tras un par de años de receso, varios de sus integrantes tenían compromisos con sus grupos principales; en 1994 publicaron un EP tributo a Pablo Escobar, uno de los mayores traficantes de cocaína del mundo y que falleció en 1993, titulado "El Patrón". Gracias a este trabajo, se dice que incluso la DEA los tuvo entre sus hombres más buscados. No obstante, todas las partes implicadas han desmentido siempre este hecho.

### Raza Odiada, Marihuana y Spanglish 101
En 1995 editaron su segundo larga duración, Raza Odiada, con la temática habitual pero con importantes cambios en su música, para muchos su mejor trabajo. Mensajes contra la política y la sociedad ultra conservadora de USA, contra la propia política de México, apoyando al EZLN o tratando la inmigración y su mafia, el narcotraficante... Raza Odiada ha sido un disco que ha dado muchos de los clásicos del grupo: "La Migra", "La Ley De Plomo" (de estos dos se filmaron videoclips que resultaron ser un éxito en canales de música anglosajones como MTV), "Colas de Rata", "Echando Chingasos", "Revolución", etc.
El grupo comenzó a hacerse cada vez más popular, pero a pesar de ello, decidió mantenerse en el anonimato y declinaban todas las ofertas de organizar conciertos (salvo en contadas ocasiones), confundiendo a sus seguidores, que estaban ansiosos de verlos en directo. Dos años después apareció el EP "Marihuana", con el tema homónimo (cover-parodia de " La Macarena" de Los del Río) y otras cuatro canciones en vivo, de su -supuesto- primer concierto oficial.
En 1999 vio la luz "Spanglish 101", una compilación de su discográfica Kool Arrow Records, protestando contra el predominio del inglés. En este material la banda lanzó un par de temas nuevos: "Marcha de Odio" (el cual sería incluido más tarde en su siguiente material. Brujerizmo) y "Don Quijote Marijuana", un tema que captaba la atención por su extraño estilo, completamente diferente al metal típico del grupo, siendo un tema techno-dance-metal, y por su singular videoclip. El tema en cuestión era una versión del ya de por sí bizarro "Don Quichotte" del ochentero grupo de tecnopop francés Magazine 60.
El tema fue lanzado a las radios mexicanas, siendo bien aceptado en el chart de una emisora de música pop de México, donde duró tres semanas por peticiones de la gente. Eso fue hasta que la Comisión Federal de Comunicaciones de México se dio cuenta, y la prohibió.

### Brujerizmo y éxito comercial
En el año 2000 sale. después de 5 años del último larga duración, Brujerizmo, en la cual se encuentra la incorporación de Hongo Jr (Nicholas Barker) como segundo baterista, Cristo de Pisto (Jesse Pintado) en la guitarra rápida y Pititis (Gaby Domínguez) en la voz femenina, aumentando el número de integrantes del grupo. En este álbum aparecen canciones como "Vayan sin miedo", "División del Norte", "Anti-Castro", "Laboratorio Cristalitos" o "Pititis te Invoco". En dicho disco se ve claramente hacia donde ha evolucionado el grupo y cuenta con uno de los mejores sonidos que ha tenido la banda. Abarca temas políticos, sobre drogas… en la misma línea de sus anteriores discos, pero puestos al día. Sin ser un mal trabajo, Brujerizmo no fue capaz de ponerse a la altura de sus antecesores, pero es que éstos dejaron las expectativas demasiado altas.

### Mextremist Hits!
Tras este tercer trabajo, el grupo quedó en segundo plano, centrándose sus componentes en sus proyectos, ya fueran los de siempre y los nuevos (como el de Asesino), por lo que la actividad se limitó a la publicación de un disco recopilatorio, el cual salió inmediatamente titulado Mextremist Hits!, lanzado en 2001, en el que se incluyeron sus clásicos temas, algunos revisados (Matando Güeros 97), remixes (Mecosaurio - Pinche Peach Remix, Marihuana - Escobar Remix, etc), una pista multimedia con videos, y algunos temas nuevos, como la bizarra colaboración de Mucho Muchacho en el tema "Narco-peda", o el tema "Asesino", que sería una tentativa al proyecto de Asesino, donde colabora Tony Campos de Static-X.
El disco, más que verse como una recopilación, parece algo así como un disco de rarezas y lados b, ya que la mayoría de los temas no son las versiones de los álbumes, sino, las versiones de los EP y de los sencillos.

### Proyectos alternos y rumores
El 2002 llegó con muchos planes para la banda, por un lado se metieron de lleno a grabar material nuevo para su tan esperado cuarto álbum, que en un principio los rumores decían que se titularía Satán Te Ama, que finalmente fue falso.
Sin embargo, parece que esto quedó apartado, porque entonces la banda anunció el lanzamiento de discos separados de cada uno de los miembros de la banda, empezando con Asesino, como Demoníaco #1, quien lanzaría ese mismo año "Corridos de Muerte", formando equipo con el Maldito X (Tony Campos) de Static X y El Sadístico (Emilio Márquez) de Sadistic Intent. El siguiente álbum -Demoníaco #2- estaba programado ser el disco de Pinche Peach, sin embargo, el proyecto se canceló.
De lo anterior, existe un DVD recopilatorió de la banda que llevó el título de "Permiso de Satán". Este DVD fue elaborado por Juan Brujo (John Lepe) y Mil Mecos (Enrique) acerca del periodo de grabación del álbum de Asesino y videos de sus tres primeras presentaciones (Misas) del tour oficial de Brujería "The Mexicutioner Tour". Así mismo incluye imágenes de la incorporación de Wee "Brujo" Man (Jason Acuña) de Jackass al Ejército Satanico de la Banda, entre otras cosas. Este DVD es casero y fue distribuido por el propio Juan Brujo.

### Recopilatorios, primeras apariciones públicas y receso de la banda
Brujería rehusó realizar presentaciones en vivo en sus primeros años, no obstante el 11 de junio de 1997 aparecen Juan Brujo (John Lepe) en la voz, Fantasma (Pat Hoed) con el bajo y la segunda voz, Pinche Peach en la tercera voz y Asesino (Dino Cazares) en la guitarra (se desconoce quién toco la batería) en el “whiskey a go go” de Hollywood, CA presentando un pequeño concierto mismo que fue incorporado en el (EP) de "Marijuana" como lado B.
Pero es hasta el 2 de octubre de 2003 que la banda dio su primer concierto oficial en Chicago USA, e inicia su primera gira ó "Misas" conocidas como "The Mexicutioner Tour", misma que concluyeron hasta el 24 de enero de 2004 en Guadalajara México, abarrotando las taquillas y agotando los boletos. En este tour, la alineación estaba formada por: Juan Brujo (John Lepe) en voz, Fantasma (Pat Hoed) en la segunda voz, Pinche Peach tercera voz, Asesino (Dino Cazares) en guitarra, Hongo (Shane Embury) al bajo y El Sadistico (Emilio Márquez) en la batería. Así mismo en el 2003, Roadrunner Records lanza un nuevo recopilatorio de temas de los discos de estudio de la banda, ahora bajo el nombre de "The Mexecutioner: The Best Of Brujería", por lo que la banda ahora con Hongo Jr. (Nicholas Barker) en la batería, deciden promocionar el trabajo cosa que jamás hicieron antes, eso incluía dar entrevistas, conciertos, etc. Arrancando con un Segundo Tour "Tour II" que iniciaría el 7 de febrero de 2004 en Mexicali (en esta presentación participó Pititis), así como su primera visita a los países de Brasil y Argentina, concluyendo la gira el 8 de agosto de ese año en Buenos Aires.
Después de esto la banda se ausentó bastante tiempo de los escenarios y la incertidumbre sobre el futuro del grupo se vuelve incierto, se especuló que el motivo de esto era porque se encontraban trabajando en un nuevo álbum, pero solo se trataban de rumores. Además en este lapso de tiempo varios integrantes esenciales del grupo, como Asesino (Dino Cazares), alegaban diferencias con Juan Brujo (John Lepe) y partían por rumbos separados. En 2006 vuelve a haber noticias de la banda con el lanzamiento de "The Singles", el cual es un relanzamiento de los EP y sencillos de la banda, así como el inicio de una nueva gira de conciertos mundiales conocido como: "No Seas Pendejo Tour" que inició en Buenos Aires, Argentina el 28 de enero y que también incluyó su presentación en el Vive Latino 2006 en México presentando a dos nuevos miembros: Angelito (Tony Laureano) en la batería y El Cynico (Jeff Walker) al bajo, El Hongo (Shane Embury) deja el bajo y se recorrió a la guitarra. Así como su primera presentación en Europa (Viña Rock, España), concluyó esta gira el 6 de agosto de ese año en Houston Texas, USA. Posteriormente en septiembre de ese año regresan a hacer un pequeño tour en España conocido como "Don Quijote Marijuana Tour" ahora con El Embrujado (Patrik Jensen) a la guitarra y El Podrido (Adrian Erlandsson) en la batería.
Para el 2007 Juan Brujo (John Lepe) - voz, Fantasma (Pat Hoed) - segunda voz, El Cynico (Jeff Walker) - bajo, Hongo (Shane Embury) - guitarra y El podrido (Adrian Erlandsson) - batería, inician una nueva gira conocida como "Arma del Cambio Tour" que inicia el 21 de febrero, la cual incluyó fechas en Inglaterra, Italia, España, Francia, Alemania, USA, México, Colombia, Argentina, Brasil, Perú, Chile y Ecuador concluyendo el 15 de diciembre de ese año. Cabe mencionar que Brujo y compañía se hicieron una pequeña presentación en el tiangüis cultural del Chopo en México DF, como lo han hecho muchas bandas under, es decir de forma gratuita y al aire libre,al igual que el Festival Rock al parque de Colombia en 2007.
Entre abril y junio de 2008 regresaron a Europa para hacer unas presentaciones como una extensión de la gira "Arma del Cambio Tour", las cuales incluyeron fechas en "SWR MetaFestXI" en Barriselas, Portugal, nuevamente en "ViñaRock 2008" en Albacete, España y en "Kobetasonik", que es un festival de rock que se realiza en el País Vasco, (España). Para los meses de noviembre y diciembre de ese año, la banda inició nueva gira conocida como "No Acceptan Imitaciones Tour", la cual estaba conformada por la misma alineación pero que en esta ocasión contó con el regreso del Pinche Peach para retomar la tercera voz, más la incorporación permanente en la gira de Pititis en la voz femenina y las colaboraciones de Mil Mecos y El niño como miembros de equipo para dicha gira, la cual inició el 28 de noviembre en Denver, Colorado, USA y concluyó el 7 de diciembre en Dallas Texas, USA. La presentación que se tenía contemplada para cierre de esta gira era en el primer Brufest que se realizaría el 14 de diciembre de ese año en México D.F. pero fue cancelado, por motivos ajenos a la banda..en este primer Brufest se tenía confirmadas bandas como Napalm Death y Brutal Truth como parte del cartel de dicho evento.

### Regreso y cuarto álbum de estudio (2007 - presente)
Tras varios años sin un disco nuevo, por problemas internos, el grupo se reforma en 2007 y decidió que ya era hora de devolver a la escena todo lo que esta le había dado, haciendo giras mundiales entre 2007 y 2008. Ello llevó a la banda a perder una pizca de misterio, pues en el pasado Brujería era reacio a dar conciertos. En 2008 la banda lanzó de un sencillo nuevo, "Debilador", que tocaron por vez primera en sus conciertos del 2007.
En una entrevista de junio de 2009 con el bajista Shane Embury, el 4.º álbum de estudio de la banda deberá estar listo a finales de este año, haciendo probable que sea lanzado en la primera mitad de 2010. Embury también aseguró que podría ser publicado por la banda misma, es decir, de forma independiente. Sería su primer material de larga duración inédito en 10 años, específicamente desde "Brujerízmo" del 2000.
La formación reformada de 2007 consistió en: Juan Brujo (voz), Pat Hoed (segunda voz), Jeff Walker (bajo), Shane Embury (guitarra) y Adrian Erlandsson (batería). La gira " Weapon of Change Tour", duradera del 21 de febrero al 15 de diciembre de dicho año, llevó a la banda a Inglaterra, Italia, España, Francia, Alemania, EE. UU., México, Colombia, Argentina, Brasil, Perú, Chile y Ecuador. Entre abril y junio de 2008, Brujería regresó a Europa para dar algunos conciertos como una extensión de la " Weapon of Change Tour", incluyendo las fechas en SWR Metalfest XI en Barroselas (Portugal), de nuevo Viña Rock (Albacete, España) y en Kobetasonik, festival de rock que se lleva a cabo en el País Vasco. En noviembre y diciembre de ese año, la banda comenzó una nueva gira llamada "No acepte imitaciones Tour". 
Brujería tocó en la 10.ª anual Maryland Death Fest en mayo de 2012.
En octubre de 2014 se firmó con el sello Nuclear Blast para un álbum que se lanzaría en 2015. El 1 de julio de 2016 anuncian la salida al mercado de su cuarto álbum de estudio, titulado "Pocho Aztlán". La preventa  en sitios como amazon.com, iTunes y Google Play) fue el 16 de septiembre, coincidiendo con la celebración de la independencia de México.

### Cuarto álbum(Pocho Aztlán)(2016)

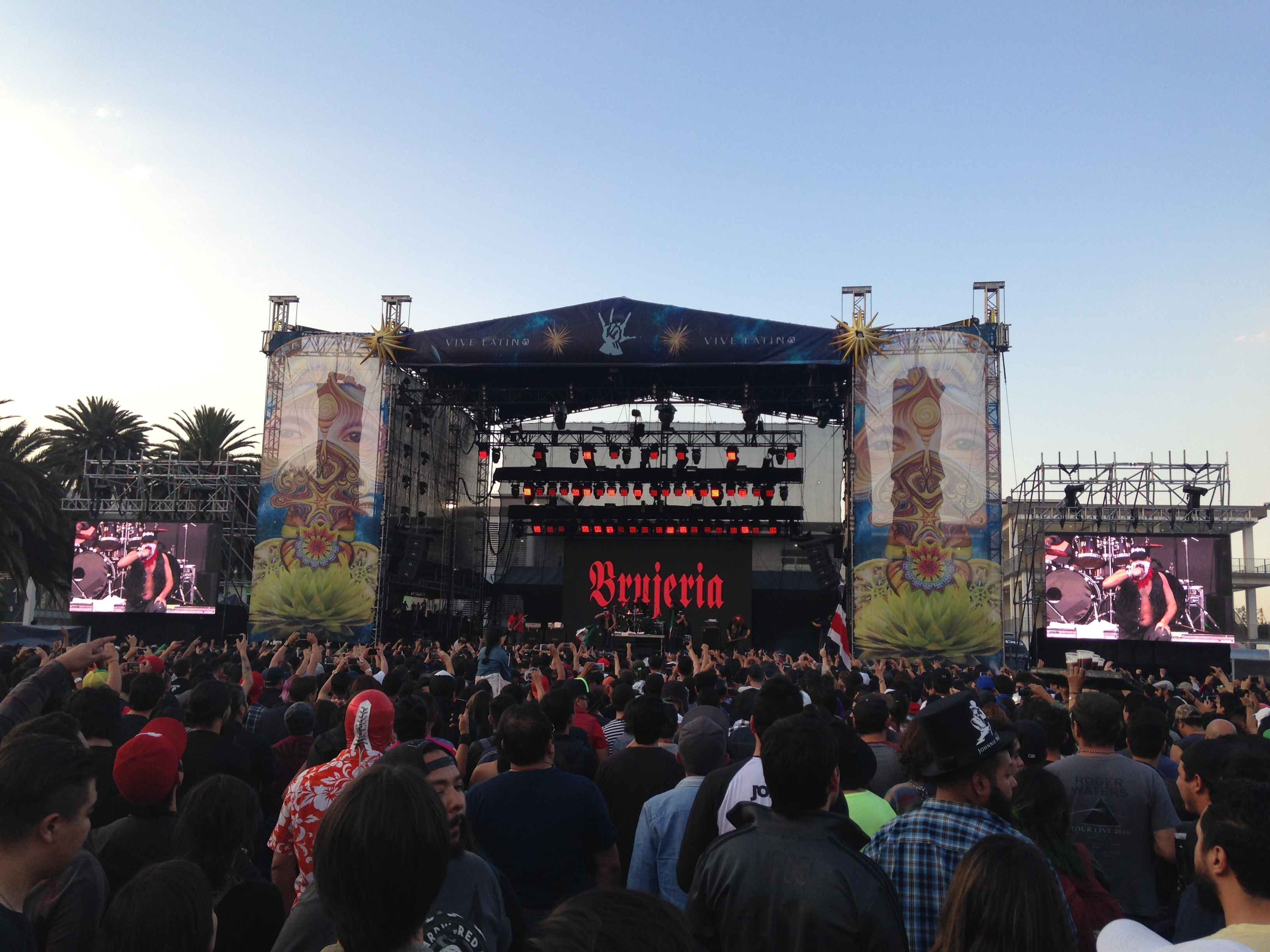
Brujería en el festival Vive Latino, Ciudad de México, 2017.

Tras estar aproximadamente dieciséis años sin lanzar un álbum de estudio, Brujería, bajo el sello Nuclear Blast Records, estrena el álbum "Pocho Aztlán" el 16 de septiembre de 2016. Dicho álbum desmiente por completo la separación definitiva de la banda, y asimismo, le da al grupo una estabilidad entre los miembros del mismo. 
Dicho álbum fue recibido con una crítica polarizada, debido a que los fieles seguidores de la banda esperaban un trabajo como el álbum debut "Matando Güeros", debido a las letras oscuras y sanguinarias por las cuales se hicieron conocidos. Sin embargo este álbum llevó a ciertos fanes y críticos a comparar a Brujería con bandas anglosajonas, que empezaron con total potencia, pero con un sonido blando en trabajos posteriores. 
Por el otro lado, otra parte de la crítica ha recibido con total agrado "Pocho Aztlán", debido a que el sonido es más fresco y con una producción más ordenada. También fue del agrado del público el tema "Satongo" que sigue con la temática de criaturas sexualmente violentas como el "Mecosario" (Brujerizmo - 2000). 
El álbum es el primero sin los miembros Dino Cazares y El Güero Sin Fe. Al primero de ellos la banda le dedica el tema "No Se Aceptan Imitaciones", en respuesta a los constantes ataques de la banda "Asesino", formada por Cazares y que en un principio Juan Brujo apoyó. Así pues, también incluyeron el sencillo "Debilador" (2008) que surge de la crítica al género "Reggaetón". 
"Pocho Aztlán" cuenta con un cover de los Dead Kennedys "California Uber Alles" titulada "California Uber Aztlan", siendo el segundo cover de la banda después de "Marijuana" (La Macarena).

## Miembros
- Fantasma - (Pat Hoed) - Voz, Bajo (1989-Activo), Batería (1989)
- El Sangron - Voz (2015-Activo)
- Bruja Encabronada -(Jessica Pimentel) Voz (2017-Activo)
- Hongo - (Shane Embury) - Bajo y Guitarra (1992-Activo)
- El Cynico (Jeff Walker) - Bajo (2006-2016, 2022-Activo)
- Hongo Jr. - (Nick Barker) - Batería (2000-2005, 2012-Activo)
- Criminal - (Anton Reisenegger) - Guitarra (2016-Activo)

### Miembros pasados
- Cuernito - Guitarra (2010-2016)
- Pititis (Gabriela Domínguez) - Voz (1999-2016)
- El Podrido (Adrian Erlandsson) - Batería (2006-2014, 2017)
- Asesino (Dino Cazares) - Guitarra (1989-2005)
- Greñudo (Raymond Herrera) - Batería (1992-2000)
- Güero Sin Fe (Billy Gould) - Guitarra, Bajo (1989-2000)
- Angelito (Tony Laureano) - Batería (2006)
- Jr. Hozicon (Jello Biafra) - (1989-1990) y voz (1995)
- Cristo De Pisto (Jesse Pintado - fallecido, 2006) - Guitarra (2000) †
- Marijuano Machete (Toy Hernández) - voz y mezclas (2001-2001)
- El Embrujado (Patrik Jensen) - Guitarra (2006-2006)
- El Loco Robe (Roberto Lozano) - Guitarra (2006-2009)
- Wee "Brujo" Man (Jason Acuña) - (2002-2002)
- Maldito X (Tony Campos) - voz (2001)
- El Niño (?????) - El Pysico y webmaster (2003-Activo)
- Mil Mecos (Enrique) - (2003-Activo)
- Pinche Peach - Sampler, Voz (1989-2005, 2008-2024 fallecido) †
- Juan Brujo - (John Lepe) - Voz (1989-2024 fallecido) †

Cronología

## Discografía

### Álbumes de estudio
| Año  | Título           | Sello         | Formato      | Más información |
| ---- | ---------------- | ------------- | ------------ | --- |
| 1993 | Matando güeros   | Roadrunner    | CD           | - Álbum Debut. - El álbum fue censurado en muchos lugares por su escandalosa portada y contenido. La portada muestra una cabeza quemada sostenida por una mano. - Alineación: Asesino - Guitarra, Hongo - Bajo, Pinche Peach - Tercera Voz, Fantasma - Segunda Voz, Greñudo - Batería, Güero Sin Fe - Bajo y Guitarra, Juan Brujo - Voz. |
| 1995 | Raza Odiada      | Roadrunner    | CD           | - En la portada de este disco aparece el Subcomandante Marcos, líder del EZLN. Ambos son mencionados en la canción Revolución. - Alineación: Asesino - Guitarra, Hongo - Bajo, Pinche Peach - Tercera Voz, Fantasma - Segunda Voz, Greñudo - Batería, Güero Sin Fe - Bajo y Guitarra, Juan Brujo - Voz. - Jr Hozicon (Jello Biafra - ex-Dead Kennedys) hace la voz de Pito Wilson en el tema Raza Odiada. |
| 2000 | Brujerizmo       | Roadrunner    | CD           | - Este fue el último álbum grabado con Asesino y Güero Sin Fe, quienes fueron 2 de los 5 miembros originales cuando inició el proyecto en 1990. - En este álbum se corrió el rumor de que Toy de Control Machete participó en la producción como DJ, debido al Machete mencionado en los créditos. - Alineación: Asesino - Guitarra, Hongo - Bajo, Pinche Peach - Tercera Voz, Fantasma - Segunda Voz, Greñudo - Batería, Güero Sin Fe - Bajo y Guitarra, Juan Brujo - Voz, Hongo Jr - Segunda Batería, Cristo de Pisto - Guitarra Rápida, Pititis - Voz Femenina. |
| 2016 | Pocho Aztlan     | Nuclear Blast | CD, Digipack | - Este será su primer álbum lanzado por Nuclear Blast, y también su primer álbum en 16 años. - En este álbum participan los integrantes El Cynico en bajo y El Podrido en las baterías. |
| 2023 | Esto es Brujería |               |              | |

### Sencillos y EP
- 1990: ¡Demoniaco!
- 1992: ¡Machetazos!
- 1994: El patrón
- 2000: Marijuana
- 2014: Angel Chilango
- 2016: Viva Presidente Trump!
- 2020: Covid 666

### DVD
- 2003: Permiso de satán

### Álbumes recopilatorios
- 1999: Spanglish 101
- 2001: Mextremist! Greatest Hits
- 2003: The Mexecutioner! - The Best of Brujería
- 2006: The Singles
- 2011: No aceptan imitaciones (tema del álbum recopilatorio del Obscene Extreme 2011)
- 2012: Quijotizmo (Tributo a Brujería) por bandas españolas
- 2015: Demoniados! (tributo a Brujería por bandas mexicanas)